# Оливьер, Марикрус
Мари́я де ла Крус «Марикру́с» Оливье́р О́берг (исп. María de la Cruz «Maricruz» Olivier Obergh; 19 сентября 1935, Теуакан, Пуэбла, Мексика — 10 октября 1984, Мехико, Мексика) — мексиканская актриса.

## Биография
Родилась 19 сентября 1935 года в Теуакане. За свою 33-летнюю актёрскую карьеру, длившуюся в 1951—1984 года, она сыграла более чем в 60-ти фильмах и телесериалах, также играла в театрах, а в 1955 году стала лауреатом премии «Ариэль».
Скончалась 10 октября 1984 года в Мехико от остановки сердца в возрасте всего лишь 49-ти лет.